# NHKニュース・防災アプリ
NHKニュース・防災アプリ（エヌエイチケイニュース ぼうさいアプリ）は、日本放送協会（NHK）が提供するスマートフォン向けのニュースアプリ。最新のニュースをはじめ、地震・津波・台風等の災害情報、および特別警報や警報、土砂災害警戒情報等の防災気象情報を発信する。2025年10月1日よりインターネット配信サービス「NHK ONE」を提供開始することに伴い、後続アプリにサービスを移行予定。

## 概要
このアプリは、2016年6月20日に提供が開始された、『NHKニュース』の公式スマートフォン向けアプリである。NHKはこのアプリの提供について、スマートフォンに防災情報を発信することにより、国民の生命や財産を守る公共メディアとしての発信力を強化させるとしている。
最新のニュースに加え、現在地や設定地域の天気予報や雨雲データマップ、災害情報、避難情報を配信しており、災害情報はプッシュ通知でも配信されている。また、災害発生時に行われるテレビ放送の同時提供やライブ映像の視聴も可能である。